# Itero de la Vega (kommunhuvudort)
Itero de la Vega är en kommunhuvudort i Spanien.   Den ligger i provinsen Provincia de Palencia och regionen Kastilien och Leon, i den norra delen av landet, 210 km norr om huvudstaden Madrid. Itero de la Vega ligger 772 meter över havet och antalet invånare är 213.
Terrängen runt Itero de la Vega är huvudsakligen platt, men åt sydost är den kuperad. Runt Itero de la Vega är det glesbefolkat, med 9 invånare per kvadratkilometer. Närmaste större samhälle är Castrogeriz, 9,7 km öster om Itero de la Vega. Trakten runt Itero de la Vega består till största delen av jordbruksmark.